# Sylvia Stone
Sylvia Stone, född 1906, död (uppgift saknas), var en brittisk friidrottare med hoppgrenar som huvudgren. Stone blev guldmedaljör vid de tredje Monte Carlospelen 1923. Hon tog även flera medaljplatser i de brittiska mästerskapen (Women's Amateur Athletic Association / WAAA championships) och var en pionjär inom damidrotten.

## Biografi
Sylvia Stone föddes 1906 i Storbritannien. Under ungdomstiden var hon aktiv friidrottare, hon tävlade främst i höjdhopp och längdhopp men även i kortdistanslöpning, diskuskastning och spjutkastning.
1922 deltog Stone i sina första brittiska mästerskap (Championships of England) då hon blev brittisk mästare med en guldmedalj i höjdhopp, detta år anordnades dock flera tävlingar under samma beteckning och ingen fick officiell status.
1923 deltog hon vid den tredje damolympiaden i Monte Carlo. Under idrottsspelen vann hon guldmedalj i längdhopp före Marie Mejzlíková I och Elise Van Truyen. Senare samma år deltog hon i sina första ordinarie brittiska mästerskap (WAAA Championships) i friidrott för damer organiserade av engelska "Women’s Amateur Athletic Association" (WAAA, grundad 1922). Mästerskapen hölls den 18 augusti på Oxo Sports Ground i distriktet Downham i Bromley i sydöstra London. Under tävlingarna tog hon bronsmedalj i höjdhopp (efter Hilda Hatt och Ivy Lowman) och bronsmedalj i spjutkastning (efter Louise Fawcett och Ivy Wilson).
1924 deltog Stone vid Damolympiaden 1924 där hon tävlade i löpning  100 yards utan att nå medaljplats även om resultatet blev hennes personbästa. Senare samma år deltog hon vid brittiska mästerskapen på Woolwich Stadium i Woolwich. Under tävlingarna tog hon silvermedalj i höjdhopp (efter Sophie Eliott-Lynn) och bronsmedalj i längdhopp. 1924 låg Stone på Topp-10 listan över världens höjdhoppare.
1925 tog hon åter bronsmedalj i längdhopp vid brittiska mästerskapen på Stamford Bridge i Fulham.
1926 tog Stone även en bronsmedalj i spjutkastning vid tävlingar på Stamford Bridge.
Därefter drog Stone sig tillbaka från tävlingslivet.